# Comuna de Zabór
Zabór (polaco: Gmina Zabór) é uma gminy (comuna) na Polónia, na voivodia da Lubúsquia e no condado de Zielonogórski. A sede do condado é a cidade de Zabór.
De acordo com os censos de 2004, a comuna tem 3418 habitantes, com uma densidade 36,6 hab/km².

## Área
Estende-se por uma área de 93,34 km², incluindo:
- área agrícola: 37%
- área florestal: 49%

## Demografia
Dados de 30 de Junho 2004:
|                      | Total   | Total | Mulheres | Mulheres | Homens  | Homens |
| -------------------- | ------- | ----- | -------- | -------- | ------- | ------ |
|                      | pessoas | %     | pessoas  | %        | pessoas | %      |
| População            | 3418    | 100   | 1696     | 49,6     | 1722    | 50,4   |
| Densidade (pop./km²) | 36,6    | 100   | 18,2     | 18,2     | 18,4    | 18,4   |

De acordo com dados de 2002, o rendimento médio per capita ascendia a 1444,84 zł.

## Subdivisões
- Czarna, Dąbrowa, Droszków, Łaz, Milsko, Przytok, Tarnawa, Zabór.

## Comunas vizinhas
- Bojadła, Otyń, Sulechów, Trzebiechów, Zielona Góra